# Bisdom Mongu

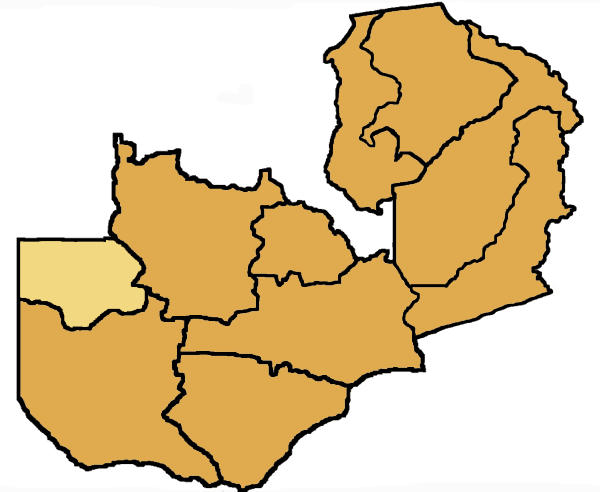
Het bisdom Mongu omvat delen van de provincies Western en North-Western

Het bisdom Mongu (Latijn: Dioecesis Monguensis) is een rooms-katholiek bisdom met als zetel Mongu in Zambia. Het is een suffragaan bisdom van het aartsbisdom Lusaka.
Het bisdom is opgericht in 1997 toen het werd afgesplitst van het bisdom Livingstone. De Amerikaanse oblaat Paul Francis Duffy was de eerste bisschop. 
In 2019 telde het bisdom 13 parochies. Het bisdom heeft een oppervlakte van 88.293 km2 en telde in 2019 934.00 inwoners waarvan 10,8% rooms-katholiek was. 

## Bisschoppen
- Paul Francis Duffy, O.M.I. (1997-2011)
- Evans Chinyama Chinyemba, O.M.I. (2011-)